# 동구운수
동구운수(東歐運輸)는 울산광역시에 위치한 마을버스 및 지선버스 운송 업체이다.

## 운행 노선
- 동구01번 : 화암촞등공원 ↔ 화암촞등공원
- 동구02번 : 동진성끝 ↔ 동진성끝
- 동구51번 : 동진성끝 ↔ 현대백화점
- 동구52번 : 대왕암공원 ↔ 현대백화점
- 동구53번 : 현대백화점 ↔ 벽산유토피아
- 동구54번 : 동잔성끝 ↔ 현대백화점